# Rif oriental
 (mars 2019).
- Si vous ne connaissez pas le sujet, laissez ce bandeau (vous pouvez alors contacter les auteurs).
- Si vous supprimez le contenu mis en cause (vous pouvez préalablement contacter les auteurs),

argumentez précisément cette suppression dans la page de discussion
(un manque de référence n'est pas un argument ; une recherche réelle de référence doit avoir été effectuée, être formellement documentée).
Le Rif oriental est une région géographique et culturelle qui occupe le nord-est du Maroc, bordée au nord par la Méditerranée, à l'ouest par le Rif central, à l'est par la frontière algérienne et au sud par le couloir allant des villes de Taza à Oujda. Le Rif oriental appartient à la région administrative de l'Oriental dont il constitue la partie nord et de loin la plus peuplée.
La région du Rif oriental regroupe les provinces de Nador, Berkane, Taourirt et  Driouch.
La plus grande ville, capitale de fait, est Nador. La ville et sa banlieue proche (Selouane, Al Aroui, Zeghanghane, Beni Ensar) comptent près de 1 million d'habitants, faisant de Nador la plus grande aire urbaine et industrielle de la région de l'Oriental, devant Oujda.
Les plus grandes villes du Rif oriental sont Nador, Berkane, Taourirt, Driouch, Al Aroui, Midar, Selouane, Ben Taieb, situées au nord-est du Rif, qui fait partie de ce bloc culturel rifain oriental, et ce bien qu'elle se situe à sa limite et qu'elle est au cœur du Rif (à 200 km de Saidia à l'Est et 330 km de Tanger à l'Ouest).
Les limites du Rif oriental sont à l'Est l'Oued Isly (le long nord de la frontière algérienne) et à l'Ouest l'Oued Nekor (longeant notamment Imzouren avant de se jeter dans la Baie d'Al Hoceima) et l'Oued Msoun (affluant de la Moulouya, longeant Aknoul notamment, au nord de Guercif et Taza).
Le Rif oriental (habité par les rifains) forme avec le Rif central (également habité par les Rifains) et le Rif occidental (habité par les Jbala) forment la grande région du Rif qui s'étend sur tout le nord du Maroc.
Le Rif oriental et le Rif central regroupent les populations rifaines, peuples d'origine et de culture zénètes et sanhaja (Iker'ayen, Ait Touzine, Igzenayen, Ibdarsen, Ichebdane, Ait Bouyahyi, Ait Temsamane, Ait Oulichak, Ait Stout, Ait Said, Ait Tafersit, Ait Ouryagher, Ibaqoyen, Ait Amart, Ait Yetteft).

## Climat
La région jouit d’un climat méditerranéen, similaire à celui de l'Andalousie voisine, un hiver humide et peu rigoureux mais pluvieux et un été chaud à l’intérieur des terres et tempéré vers les côtes où la température n’excède généralement pas 33 °C. Les précipitations sont abondantes entre octobre et avril et il neige quelques jours dans les montagnes.

## Paysages
Le Rif oriental est composé de montagnes et de plaines. Les reliefs montagneux, très verts au printemps et très souvent enneigés l’hiver, sont présents du côté des massifs des Igzenayen, Ait Touzine, Kebdana, Ait Temsamane ainsi qu'au nord de la ville de Nador (petit massif du mont Gourougou notamment). Les grandes plaines entourées de collines sont celle du Kert (Driouch), de Nador, Temsamane, de Tafrata (Taourirt) et de Sabra (Zaio) constituent les grands espaces plats de la région.

## Culture

### Robe traditionnelle
La robe rifaine traditionnelle  est une robe cintrée à manches courtes et avec épaules plus ou moins larges. Cette robe est encore portée par les vieilles dames rifaines. Cette robe ressemble à la robe oranaise tout en étant plus ample.
Il existe également une robe spécialement conçue pour la cérémonie du henné qui est une longue robe blanche que la mariée porte avec une ceinture de tissu rouge et un petit bout de tissu rouge également qui lui cache le visage.
Il ne faut absolument pas confondre la robe rifaine (Rif oriental) avec la robe jbala (Rif occidental). Cette dernière est composée d'un chapeau en paille et d'un bout de tissu rayé rouge et blanc que les femmes portent autour de la taille. Cette tenue est propre au Rif occidental et n'est pas rifaine (au sens ethnique)[réf. nécessaire].

## Langue
Les habitants du Rif oriental sont dans leur grande majorité locuteurs de langue berbère, plus spécifiquement du rifain.
Il existe une minorité arabophone dans la province de Taourirt, notamment dans les plaines de Sabra (Zaïo), ainsi que dans la ville de Nador.

## Histoire
La région a été profondément marquée par la guerre du Rif au début du XXe siècle ainsi que par les différentes émigrations, d'abord en Algérie (alors française), du côté de l'Oranie voisine, puis en Europe (Belgique, Pays-Bas, France, Allemagne, Espagne, et  Scandinavie notamment) à partir des années 1970.